# Friedolsheim
Friedolsheim (en alsacià Freedelse) és un municipi francès, situat a la regió del Gran Est, al departament del Baix Rin. L'any 1999 tenia 211 habitants. Limita al nord amb Littenheim, al sud amb Landersheim i Maennolsheim, a l'est amb Sæssolsheim i a l'oest amb Altenheim i Wolschheim.
Forma part del cantó de Saverne, del districte de Saverne i de la Comunitat de comunes del Pays de Saverne.

## Demografia
| 1962 | 1968 | 1975 | 1982 | 1990 | 1999 |
| ---- | ---- | ---- | ---- | ---- | ---- |
| 146  | 175  | 170  | 181  | 192  | 211  |

## Administració
| Període | Identitat    | Partit |
| ------- | ------------ | ------ |
| 2001-   | Adrien Heitz |        |